# Musabani
Musabani (o Mushabani, Mosaboni, Mosaboni Mines) è una suddivisione dell'India, classificata come census town, di 33.892 abitanti, situata nel distretto del Singhbhum Orientale, nello stato federato del Jharkhand. In base al numero di abitanti la città rientra nella classe III (da 20.000 a 49.999 persone).

## Geografia fisica
La città è situata a 22° 31' 0 N e 86° 27' 0 E e ha un'altitudine di 159 m s.l.m..

## Società

### Evoluzione demografica
Al censimento del 2001 la popolazione di Musabani assommava a 33.892 persone, delle quali 17.691 maschi e 16.201 femmine. I bambini di età inferiore o uguale ai sei anni assommavano a 4.058, dei quali 2.052 maschi e 2.006 femmine. Infine, coloro che erano in grado di saper almeno leggere e scrivere erano 22.762, dei quali 13.384 maschi e 9.378 femmine.